# Damián Bayón
Damián Carlos Bayón Arrufat (Buenos Aires 15 de octubre de 1915-París, 13 de febrero de 1995), fue un historiador, escritor, crítico de arte, curador de arte y docente argentino.

## Formación y trayectoria
Durante su niñez realiza dos viajes a Europa con su familia (1923) y (1928-1929), recorriendo España, Francia, Italia, Suiza e Inglaterra, posteriormente  él sostiene que las experiencias y vivencias acumuladas en ellos fueron de gran importancia en su formación. Estudia en el Colegio Nacional Buenos Aires de donde egresa con el título de bachiller en 1934. Estudia arquitectura en la Universidad de Buenos Aires, aunque no se gradúa.
A partir de 1944 Bayón comienza a realizar estudios como discípulo de Jorge Romero Brest. En 1948, forma parte del grupo fundador de la revista "Ver y estimar" con Brest donde escribe artículos sobre crítica del arte. En 1949 Bayón viaja a París becado por el gobierno francés; desde allí sigue colaborando con la revista; en París realiza diversos estudios sobre múltiples temas relacionados con técnicas y estilos artísticos, filosofía del arte, estética, en L' Ecole du Louvre, en la Sorbona, en el Instituto del arte y arqueología y en la Escuela Práctica de Altos Estudios. En esos años trabaja con el teórico Pierre Francastel.
Entre 1954 a 1958 es profesor invitado en Puerto Rico de Historia del Arte y Apreciación del Arte. También fue profesor de Historia de la Arquitectura Antigua en la Universidad de Buenos Aires; en la Universidad Nacional de Litoral y en la Universidad de La Plata.
En 1964 recibe el título de doctor en historia de la Universidad de la Sorbona. A partir de entonces ocupa diversos cargos y brinda conferencias y charlas en varios institutos y Universidades de Francia. En 1966 obtiene la ciudadanía francesa, aunque conserva la argentina.
Realiza una variedad de tareas contratado por UNESCO relacionadas con el arte y la arquitectura en Latinoamérica.
Posteriormente es designado profesor de la Universidad de Texas en Austin, en Estados Unidos, y en 1981 es designado Tinker professor en la Universidad de Stanford. Recibió el Premio Konex - Diploma al Mérito en 1984.
En 1985 fue nombrado miembro de número de la Academia Nacional de Bellas Artes.

## Legado: El Instituto de América
El Instituto de América de Santa Fe, Centro Damián Bayón, se encuentra en Andalucía, España. El mismo fue creado en 1996 y denominado en honor a D. Bayón, por haber donado a la citada organización su biblioteca, y sus archivos de cartas y fotografías, para ayudar a construir un lugar de estudio y reflexión sobre el pensamiento en el arte de España y Latinoamérica.

## Obras
- Encuentro en un espejo (1950). Editor: Argos, Original de la University of Texas. Digitalizado 17 Apr 2009. 130 pag.
- Viaje dentro del viaje (1954). Ediciones Botella al Mar. The University of California. Digitalizado 2008. 81 pag.
- La arquitectura doméstica en Sudamérica a partir del siglo XVI
- Construcción de lo visual (1965) Monte Ávila Editores. 1976. 220 pag.
- Simulacro de tiempo (1955)
- Ser en sombra (1961)
- Diario poético (1961)
- Qué es la crítica de arte? (1970)
- Arte y ruptura (1973)
- Sociedad y arquitectura colonial sudamericana (1974)
- Aventura plástica de Hispanoamérica (1974)
- Panorámica de la arquitectura latinoamericana, UNESCO, (1977)
- Duncan, Barbara; Bayón, Damián (1977). Recent American Drawings (1969-1976) / Lines of Vision (en inglés). Washington: International Exhibitions Foundation. ISBN 0-88397-000-7.
- Bayón, Damián (1981).  Unesco, ed. Artistas contemporáneos de América Latina. Barcelona: Ediciones del Serbal. ISBN 92-3-301884-9.
- Pensar con los ojos (1982). Fondo De Cultura Económica USA, 1993. 400 pag
- La transición a la modernidad (1989)
- El Greco o la estética del rayo (1989). Editorial Vuelta (1989), 161 pag.
- Mecenazgo y arquitectura (1990)
- La peinture de l'Amerique latine au XXe siecle: Identite et modernite. 224 pag. Menges (1990). ISBN 2856203027, ISBN 978-2856203026
- Aventura plástica de Hispanoamérica: pintura, cinetismo, artes de la acción [1940-1972]: con una puesta al día hasta 1987. Volume 233 de Brevarios del Fondo de Cultura Económica. Ed No 2. Fondo De Cultura Económica USA, 1995. 442 pág. ISBN 9681648218, ISBN 9789681648213
- Un príncipe en la azotea (1994)